# Sammensværgelsen i Genua
Sammensværgelsen i Genua er en tysk stumfilm fra 1921 af Paul Leni.

## Medvirkende
- Wilhelm Diegelmann som Andrea Doria
- Maria Fein som Julia Imperiali
- Fritz Kortner som Gianettino
- Hans Mierendorff som Fiesco
- Erna Morena som Leonore
- Ilka Grüning som Matrone
- Magnus Stifter som Verrino
- Lewis Brody som Mulay Hassan